# Process-Polka
Process-Polka, op. 294, är en polka av Johann Strauss den yngre. Den framfördes första gången den 31 januari 1865 i Sofienbad-Saal i Wien.

## Bakgrund
Emellanåt riktades attacker emot bröderna Strauss för deras dominerande ställning i Wiens musikliv. Då påhoppen på Johann Strauss och Josef Strauss visade sig fruktlösa inriktade sig kritikerna på den yngste brodern Eduard Strauss. Särskilt efter hans debut först som dirigent för balmusiken 1861 och året därpå som konsertdirigent. Den inflytelserika grundaren och chefredaktören till tidningen Vorstadt-Zeitung, Eduard Hügel (1816-87), publicerade ett "Öppet brev till Herr Kapellmästare Eduard Strauss, känd som ‘vackre Edi’" i vilket han bestred Strauss rätt att kalla sig för "Kapellmästare", ansåg att Eduard saknade all kapacitet som dirigent och hade ingen talang för komposition, samt beskrev honom som en "obetydlig person", en "nullitet" och en "dilettant". Eduard Strauss blev sårad av det ärekränkande språket i artikeln och tog saken till domstol. Vid rättegången den 17 februari 1865 hävdade Hügel att artikeln var skrivet som "ett skämt", försvarade sin användning av termen "nullitet" genom att lägga ut noterna till Eduard Strauss hela produktion på bordet och konstaterade att de endast bestod av ca 1 800 musiktakter - "ungefär lika mycket som en dilettantisk kompositör skriver på ett år". Trots att Hügel själv hade framfört klagomål emot Eduard Strauss för kränkning av sin person vilket hade "skadat hans ära" hävdade åklagaren att Hügels artikel var anstötlig och inte kunde anses som konstnärlig kritik. Domstolen dömde till Eduard Strauss fördel. Hügel dömdes till böter och fick ta tillbaka sina åsikter. 
1867 tillägnade bröderna Strauss rival, Carl Michael Ziehrer, sin vals Wiener Ball Chronisten (op. 84) till Eduard Hügel.

## Historia
Johann Strauss skrev sin Process-Polka till "Herrar Juridikstudenter vid Wiens universitet" och framförde den vid deras bal i Sofienbad-Saal den 31 januari 1865. 

## Om polkan
Speltiden är ca 2 minuter och 15 sekunder plus minus några sekunder beroende på dirigentens musikaliska tolkning.